# Chlorure d'europium(III)
Le chlorure d'europium(III) ou trichlorure d'europium est un composé inorganique de formule EuCl3. Le composé anhydre est un solide jaune. Etant hygroscopique, il absorbe rapidement l'eau pour former un hexahydrate cristallin blanc, EuCl3·6H2O, qui est incolore. Le composé est utilisé en recherche.

## Préparation
Le traitement de Eu2O3 avec de l'acide chlorhydrique produit du chlorure d'europium hydraté (EuCl3·6H2O). Ce sel ne peut être rendu anhydre par chauffage. On obtient à la place un oxychlorure. EuCl3 anhydre est souvent préparé par la "voie du chlorure d'ammonium", en partant de Eu2O3, ou du chlorure d'europium hydraté (EuCl3·6H2O) en chauffant avec précaution à 230°C. Ces méthodes produisent (NH4)2[EuCl5] :
10 NH4Cl  +  Eu2O3  →  2 (NH4)2[EuCl5]  +  6 NH3 + 3 H2O
EuCl3·6H2O + 2 NH4Cl → (NH4)2[EuCl5] + 6 H2O
Le pentachlorure se décompose thermiquement selon l'équation suivante :
(NH4)2[EuCl5]   →   2 NH4Cl  +  EuCl3
La réaction de thermolyse passe par l'intermédiaire de (NH4)[Eu2Cl7].

## Réactions
Le chlorure d'europium(III) est un précurseur d'autres composés de l'europium. Il peut être converti dans le bis(triméthylsilyl)amidure de métal (en) correspondant par métathèse de sel avec du bis(triméthylsilyl)amidure de lithium. La réaction est réalisée dans du THF et nécessite une période en reflux.
EuCl3 + 3 LiN(SiMe3)2   →  Eu(N(SiMe3)2)3 + 3 LiCl
Eu(N(SiMe3)2)3 est le composé de départ pour des complexes de coordination plus compliqués.
La réduction avec le gaz hydrogène en chauffant donne EuCl2. Ce dernier a été utilisé pour préparer les composés organométalliques d'europium(II), tels que les complexes bis(pentaméthylcyclopentadiényl)europium(II),. Le chlorure d'europium(III) peut être utilisé comme point de départ pour la préparation d'autres sels d'europium.

## Structure
A l'état solide, il cristallise dans la structure UCl3. Les centres Eu sont en coordinence neuf.

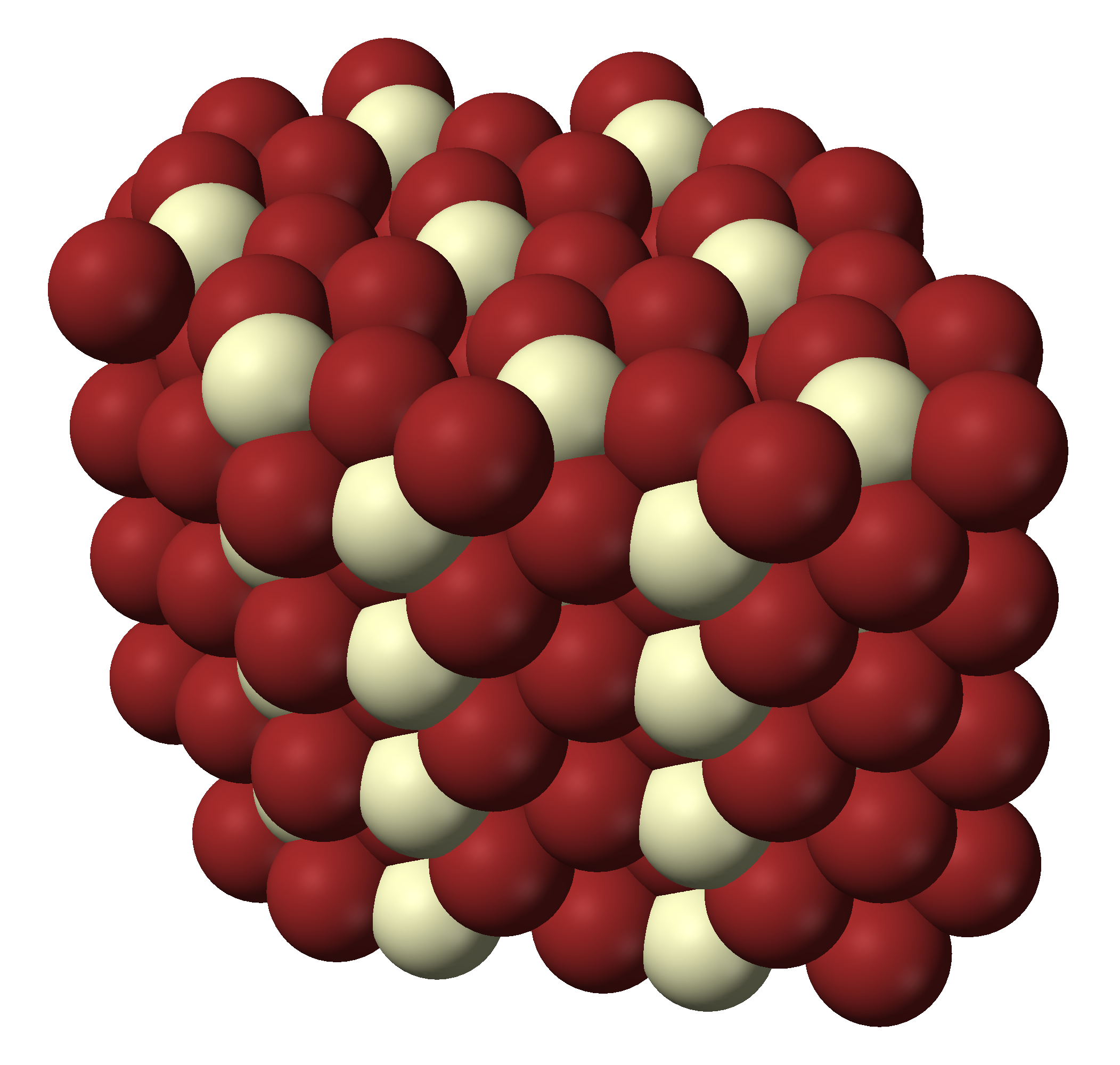
Représentation modèle compact de la structure de EuCl_{3}.